# 石井の七福神と田植踊
石井の七福神と田植踊（いしいのしちふくじんとたうえおどり）は、福島県二本松市鈴石東町・錦町・トロミに伝わる民俗芸能の田楽（田植踊）である。1995年（平成7年）12月26日に重要無形民俗文化財に指定された。保護団体は、石井芸能保存会。
石井の七福神と田植踊は、その年の豊作を祈念し田植えなどの農作業の行程を踊りで模擬的に演じる小正月の予祝芸能であり、かっては集落の家々を巡って行われたが、現在は特に依頼された家でのみ行われている。最初は七福神であり、まず稲荷が扇子を持って踊り、毘沙門天、弁財天、布袋、福禄寿、寿老人、恵比寿、大黒天の順に呼び招く。ひょっとこの面をつけた道化役の2人がおどけたしぐさで槌で藁を打ち、注連縄と蚕のまぶしを編んで当主に差し出し、稲作・養蚕が順調であることを祈願する。続いて田植踊りである。はちまき姿に軍配（花輪）を持った奴5人と、花笠をかぶり扇子を持った早乙女4人が、鍬頭の久六の指示したがって、正月の祝い踊りを踊り、その後稲作の行程を模擬した踊りがあり、最後に秋の取入れの祝い踊りを踊る。